# Viktor Mirosjnitjenko
Viktor Mirosjnitjenko, född den 1 december 1959, är en ukrainsk boxare som tog OS-silver i flugviktsboxning 1980 i Moskva. I finalen förlorade han mot Petar Lesov från Bulgarien.